# Роман Мітюков
Роман Мітюков (30 липня 2000) — швейцарський плавець російського походження.

## Біографія
Роман Мітюков народився 30 липня 2000 року. Його батьки, росіяни, оселилися в Женеві в 1980-х роках.